# Volkswagen Transporter (1990)
Il Volkswagen Transporter T4 è un veicolo commerciale prodotto della casa automobilistica tedesca Volkswagen dal 1990 fino al 2003.
Si tratta della quarta generazione del omonimo veicolo commerciale. Introdotto nel 1990, il T4 è stato il primo furgone Volkswagen ad avere un motore anteriore trasversale raffreddato ad acqua.

## Profilo
Il T4 è stato il primo Transporter disponibile con due diverse lunghezze sia di carrozzeria che di passo. Il T4 era disponibile con due diversi interassi (2920 mm e 3320 mm).
Le ruote erano ancorate al telaio mediante uno scherma sospensivo a ruote indipendenti con nella parte anteriore su doppi bracci trasversali mentre nella parte posteriore con bracci e molle elicoidali, che consentivano un di avere un piano e vano di carico piatto e regolare. Il T4 aveva lo sterzo a pignone e cremagliera, con il servosterzo che era disponibile solo si alcuni allestimenti e solo dal 1995 di serie su tutti i modelli. Al momento del lancio i modelli a quattro cilindri erano dotati di ruote da 14″. Fino alla fine del 1995 erano presenti freni a tamburo sull'asse posteriore.

## Restyling 1995

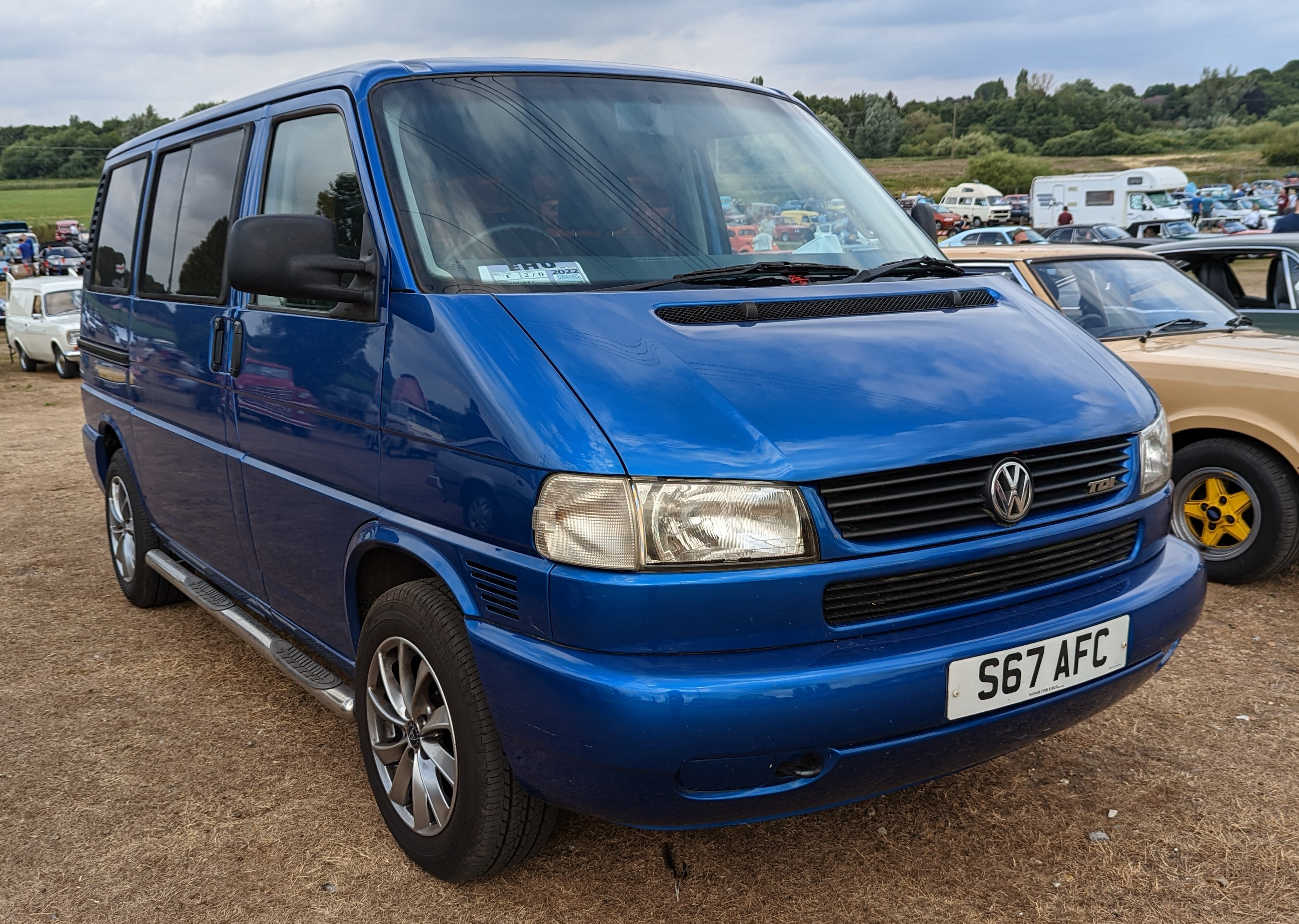
Transporter Restyling

Alla fine del 1995, il T4 subì un importante aggiornamento che si configurò come un restyling di metà carriera. La parte della carrozzeria anteriore del Multivan, della Caravelle e della California venne allungata di otto centimetri. La griglia del radiatore, precedentemente rettangolare, addotto un disegno più arrotondato, mentre i fari anteriori furono anche arrotondati e dotati di indicatori di direzione completati bianchi invece che giallo ambra. Inoltre furono montati nuovi paraurti più grandi ad assorbimento urto più elastici, che integravano i fendinebbia. 
Il restyling prevedeva anche numerose modifiche tecniche. Tutte le ruote avevano i freni a disco mentre prima erano presenti solo sul asse anteriore. Tutte le varianti con motore diesel avevano un sistema di scarico con doppi terminali rivolti verso il basso. Gli interni venne rinnovati con nuovi pulsanti ed indicatori sul cruscotto, i quadranti, i rivestimenti dei sedili e i finiture interne.
Contemporaneamente al restyling, VW introdusse il motore TDI, un diesel a cinque cilindri con una cilindrata di 2,5 litri, che aveva già fatto il suo debutto nel 1990 sull'Audi 100 con 88 kW (120 CV), ma qui venne ridotta la potenza a 75 kW (102 CV) nel T4. Con l'introduzione del muso più lungo divenne possibile per la prima volta l'installazione del motore VR6 da 2,8 litri con 103 kW (140 CV). Entrambi i nuovi motori erano riconoscibili dalla scritta TDI o VR6 sulla griglia del radiatore e sulla parte posteriore; inoltre la VR6 aveva ruote da 16" e le lamelle della griglia del radiatore verniciate nel colore del veicolo (mentre sulle altre era nera).
Nel 1998 venne introdotto un motore diesel più prestante, una versione più potente del motore TDI da 111 kW (151 CV), riconoscibile esternamente da una "I" rossa nella scritta, dotato di cerchi da 16". Allo stesso tempo, venne realizzata anche una versione meno potente da 65 kW (88 CV), distinguibile da una "I" blu nella scritta. L'ultima novità nel 2000 fu introduzione di una versione più potente del motore VR6 da 150 kW (204 CV) del motore, identificato dalla scritta V6 con un “6” rosso.

## Motorizzazioni

### Benzina
| Modello | Codice motore | Tipologia           | Cilindrata (cm³) | Potenza (giri/min) | Coppia (giri/min) | Produzione |
| 2.0     | CAA           | in linea 4 SOHC 8v  | 1.968            | 84 CV a 4.300      | 159 Nm a 2.200    | 1990-2003  |
| 2.5     | AAF; ACU      | in linea 5 SOHC 10v | 2.461            | 110 CV a 4.500     | 190 Nm a 2.200    | 1990–1997  |
| 2.5     | AET; APL; AVT | in linea 5 SOHC 10v | 2.461            | 115 CV a 4.500     | 200 Nm a 2.200    | 1997-2003  |
| 2.8 VR6 | AES           | VR6 DOHC 12v        | 2.792            | 140 CV a 4.500     | 240 Nm a 3.000    | 1996–2000  |
| 2.8 VR6 | AMV, AXK      | VR6 DOHC 24v        | 2.792            | 204 CV a 6.200     | 245 Nm a 2.500    | 2000-2003  |

### Diesel
Iniezione indiretta
| Modello | Codice motore | Tipologia           | Cilindrata (cm³) | Potenza (giri/min)           | Coppia (giri/min)    | Produzione |
| 1.9 D   | 1X            | in linea 4 SOHC 8v  | 1.896            | 61 CV a 3.700                | 127 Nm a 1.700       | 1990–1995  |
| 1,9 d.t | ABL           | in linea 4 SOHC 8v  | 1.896            | 68 CV (50 kW; 67 CV) a 3.700 | 140 Nm a 2.000-3.000 | 1993–2003  |
| 2.4 D   | AJA           | in linea 5 SOHC 10v | 2.370            | 75 CV a 3.700                | 160 Nm a 1.900-2.900 | 1997-2003  |
| 2.4 D   | AAB           | in linea 5 SOHC 10v | 2.370            | 78 CV a 3.700                | 164 Nm a 1.800       | 1990–1998  |

Iniezione diretta con turbocompressore
| Modello | Codice motore      | Tipologia           | Cilindrata (cm³) | Potenza (giri/min) | Coppia (giri/min)    | Produzione |
| 2.5TD I | AJT; Sì            | in linea 5 SOHC 10v | 2.461            | 88 CV a 3.700      | 195 Nm a 2.000-2.600 | 1998-2003  |
| 2.5 TDI | ACV; AUF; AYC; AXL | in linea 5 SOHC 10v | 2.461            | 102 CV a 3.500     | 250 Nm a 1.900-2.300 | 1995-2004  |
| 2.5 TDI | AHY; AXG           | in linea 5 SOHC 10v | 2.461            | 151 CV a 4.000     | 295 Nm a 1.900-3.000 | 1998-2003  |

## Riconoscimenti
- International Van of the Year 1992[3]